# کارفیگوئلا
کارفیگوئلا روستایی در بخش بانفورا در استان کوموئه در جنوب غربی بورکینافاسو است. این روستا ۸۹۰ نفر جمعیت دارد.